# (Far from) Home
(Far from) Home è un singolo del DJ Tiga, pubblicato il 10 aprile 2006 come secondo estratto dall'album in studio Sexor.

## Video musicale
Il video diretto da Nagi Noda.

## Tracce
1. (Far from) Home – 2:42